# Rafael Jedamzik
Rafael Jedamzik (* 6. März 1974 in Mrągowo) ist ein ehemaliger deutsch-polnischer Eishockeyspieler, der unter anderem für die Düsseldorfer EG und den SC Riessersee in der Bundesliga bzw. Deutschen Eishockey Liga (DEL) aktiv war. Mit der Düsseldorf wurde er einmal Deutscher Meister.

## Karriere
Rafael Jedamzik begann mit dem Eishockeyspielen beim ECD Iserlohn und dessen Nachfolgeverein ECD Sauerland, bei dem er in der Saison 1989/90 schon als 15-Jähriger in der U20-Mannschaft zum Einsatz kam. Nach überzeugenden Auftritten in der Junioren-Bundesliga wurde er im Jahr 1990 von der Düsseldorfer EG (DEG) verpflichtet. Für die DEG gab er in der Spielzeit 1991/92 sein Debüt in der Bundesliga, in der er in den folgenden Jahren immer häufiger auf dem Eis stand. In der Saison 1992/93 feierte er mit der Mannschaft die Deutsche Meisterschaft, ein Jahr später wurde er mit der DEG Vizemeister.
In dieser Zeit wurde Jedamzik auch regelmäßig für Auswahlmannschaften des Deutschen Eishockey-Bundes nominiert. Mit der U18-Nationalmannschaft nahm er an zwei Europameisterschaften teil. Als Mitglied des U20-Teams gelang ihm bei der Junioren-Weltmeisterschaft 1992 und der WM 1993 jeweils der Klassenerhalt.
Ab 1995 spielte Jedamzik für ein Jahr für den Ligakonkurrenten SC Riessersee, bevor er zu seinem inzwischen als Iserlohner EC am Spielbetrieb der 1. Liga teilnehmenden Heimatverein zurückkehrte. Mit Trainer Peter Gailer wechselte er zur Saison 1997/98 zum Braunlager EHC/Harz. Ab 1998 spielte er dann wieder für die zwischenzeitlich abgestiegene DEG, mit der ihm in der Spielzeit 1999/2000 der Wiederaufstieg in die DEL gelang. Wegen einer Schulterverletzung hatte er die entscheidenden Playoffs jedoch verpasst.
Nach einem Jahr mit Düsseldorf in der Erstklassigkeit spielte er ab 2001 zunächst für den EV Duisburg und dann für die Moskitos Essen, mit denen er als Regionalliga-Meister in die Oberliga aufstieg. Es folgte ein Jahr bei den Herner Blizzards. Seine letzte Station vor dem Karriereende war dann von 2005 bis 2007 der Neusser EV, mit dem er in der Saison 2005/06 abermals Regionalliga-Meister wurde.

## Erfolge und Auszeichnungen
- 1993 Deutscher Meister mit der Düsseldorfer EG
- 2000 Meister der 2. Bundesliga und Aufstieg in die Deutsche Eishockey Liga mit der Düsseldorfer EG
- 2003 Meister der Regionalliga und Aufstieg in die Oberliga mit den Moskitos Essen
- 2006 Meister der Regionalliga mit dem Neusser EV

## Karrierestatistik

### International
Vertrat Deutschland bei:
- U18-Junioren-Europameisterschaft 1991
- U18-Junioren-Europameisterschaft 1992
- U20-Junioren-Weltmeisterschaft 1993
- U20-Junioren-Weltmeisterschaft 1994

(Legende zur Spielerstatistik: Sp oder GP = absolvierte Spiele; T oder G = erzielte Tore; V oder A = erzielte Assists; Pkt oder Pts = erzielte Scorerpunkte; SM oder PIM = erhaltene Strafminuten; +/− = Plus/Minus-Bilanz; PP = erzielte Überzahltore; SH = erzielte Unterzahltore; GW = erzielte Siegtore; 1 Play-downs/Relegation; Kursiv: Statistik nicht vollständig)